# Villa Plappert

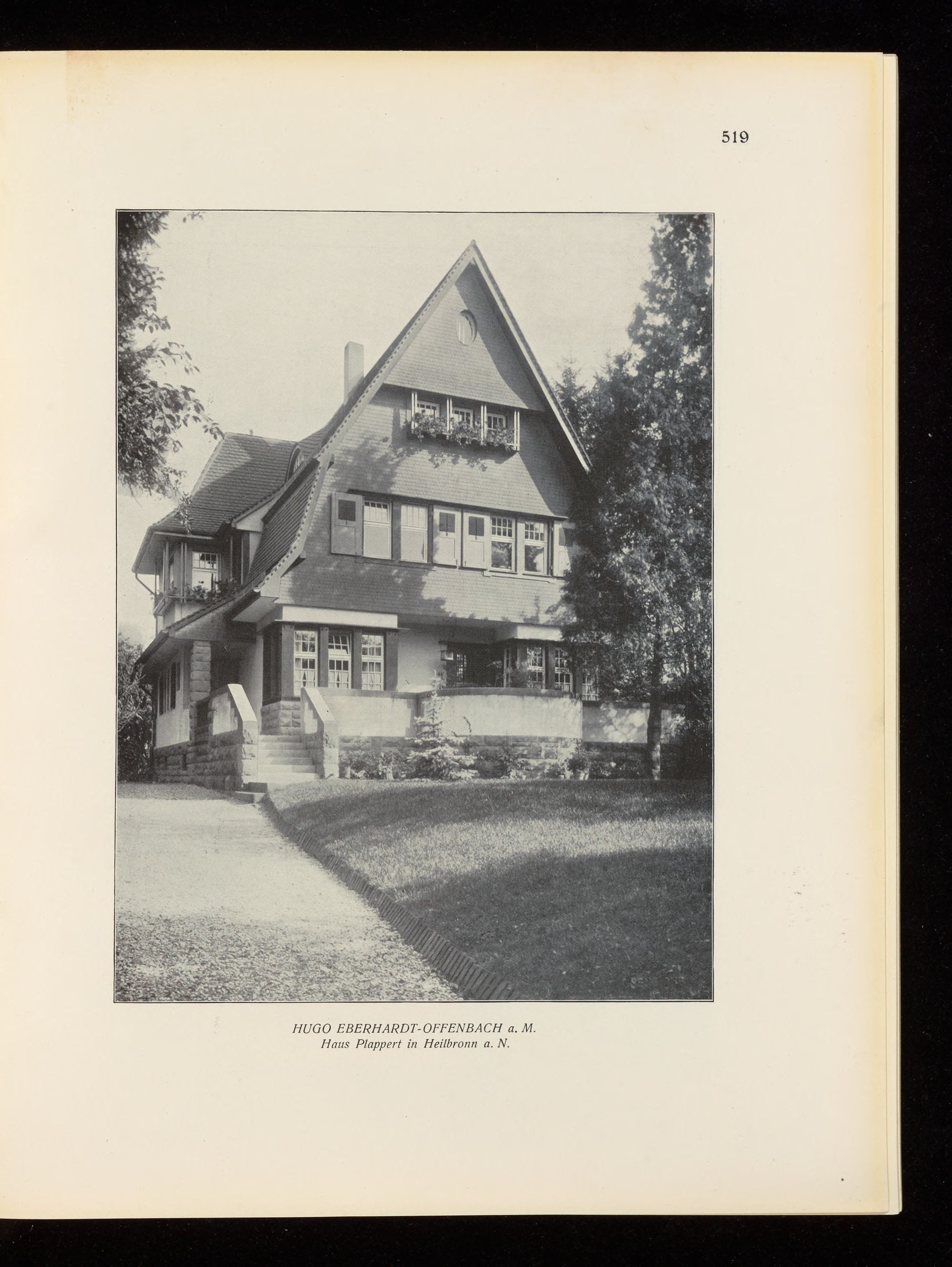
Haus Plappert

Das Landhaus Plappert war ein großbürgerliches Wohnhaus an der Karlstraße 137 in Heilbronn, das 1907 von Hugo Eberhardt im Stil der englischen Landhausarchitektur errichtet wurde.

## Geschichte
Der Architekt Hugo Eberhardt, seinerzeit in Frankfurt am Main ansässig, erbaute im Jahr 1907 das Landhaus Plappert für den Kaufmann Karl Wilhelm Plappert (* 1. Januar 1876; † im November 1933) an der Karlstraße 137. Im Jahr 1909 wurde das Landhaus Blappert (der Name fälschlicherweise mit 'B' geschrieben) in der Beilage „Heimatliche Bauweise“ im überregionalen „Zentralblatt des hessischen Gewerbevereins Darmstadt“ 1909 dargestellt und gewürdigt.
Direkt neben dem Landhaus Plappert stand auf dem östlich angrenzenden Grundstück ‚Karlstraße 141‘ die Villa Berberich, die Eberhardt 1905/6 für den Papiergroßhändler Karl Berberich errichtet hatte. Außerdem hatte Eberhardt in Heilbronn auch noch die Villa Pielenz im Jahr 1905 erbaut. Alle drei Gebäude sind im Stil an die englische Landhausarchitektur angelehnt und zeigen den Einfluss des Berliner Architekten Hermann Muthesius.
Im Jahr 1930 ließ der damalige Eigentümer Fritz Eppinger das Gebäude durch den Heilbronner Architekten Fritz Schneider aufwändig umbauen. Im Zweiten Weltkrieg wurde das Landhaus zerstört. 1946 beauftragte Fritz Eppinger Regierungsbaumeister Erik Beutinger mit dem Wiederaufbau seines Wohnhauses. Dieses Gebäude hatte jedoch stilistisch mit dem Vorgängerbau von Hugo Eberhardt wenig gemein. Der Beutinger-Bau wurde dann im Jahr 1973 abgerissen.

## Beschreibung
Das von Hugo Eberhardt errichtete Landhaus war auf einem hohen Sockelgeschoss  erbaut und wies ein hohes Mansarddach auf. Eine Treppe führte zu einer Aussichtsterrasse mit dem Haupteingang. Dieser Eingang wurde zu beiden Seiten von durchfensterten Vorbauten flankiert. An beiden Seiten des Hauses waren weitere Zugänge.

„Das Haus liegt auf leicht abschüssigem Terrain, das die Anlage eines reizvollen Architekturgartens gestattet. Das Erdgeschoss enthält die Wohnräume und die Küche, das Obergeschoss die Schlafzimmer, ein Kinderzimmer und den Baderaum. In beiden Geschossen sind die Räume je um eine kleine Diele gruppiert, die durch Zuziehung kleiner Nebenräume sich sehr wohnlich ausgestalten ließen. Bemerkenswert ist die äußerst praktische Zusammenlegung von Speisezimmer, Anrichte, Terrasse und Küche im Erdgeschoss. Das Haus ist bei sparsamer Verwendung von Neckarsandsteinen verputzt, das Dach mit roten Biberschwänzen gedeckt. Die Gesamtkosten betragen 30 000 Mark.“